# Campionato del mondo femminile di scacchi 1933
Il campionato del mondo femminile di scacchi del 1933 fu il quarto campionato del mondo femminile di scacchi organizzato dalla FIDE. Si disputò a Folkestone, in Gran Bretagna, dal 12 al 23 luglio, contestualmente alla quinta edizione delle Olimpiadi degli scacchi.
Il torneo vide affrontarsi otto giocatrici; ognuna affrontò due volte ogni avversaria. Il titolo fu vinto dalla campionessa uscente Vera Menchik, che vinse ogni partita.
| Pos. | Giocatrice            | Nazione        | Punti |
| ---- | --------------------- | -------------- | ----- |
|      | Vera Menchik          | Cecoslovacchia | 14,0  |
|      | Edith Charlotte Price | Inghilterra    | 9,0   |
|      | Mary Gilchrist        | Scozia         | 8,5   |
| 4    | Edith Michell         | Inghilterra    | 8,0   |
| 5    | Alice Tonini          | Italia         | 6,0   |
| 6    | Paulette Schwartzmann | Francia        | 5,5   |
| 7    | d'Autrement           | Francia        | 5,0   |
| 8    | Gisela Harum          | Austria        | 0,0   |